# Echium webbii
Echium webbii är en strävbladig växtart som beskrevs av Auguste Henri Cornut de Coincy. Echium webbii ingår i släktet snokörter, och familjen strävbladiga växter. Inga underarter finns listade i Catalogue of Life.

## Bildgalleri

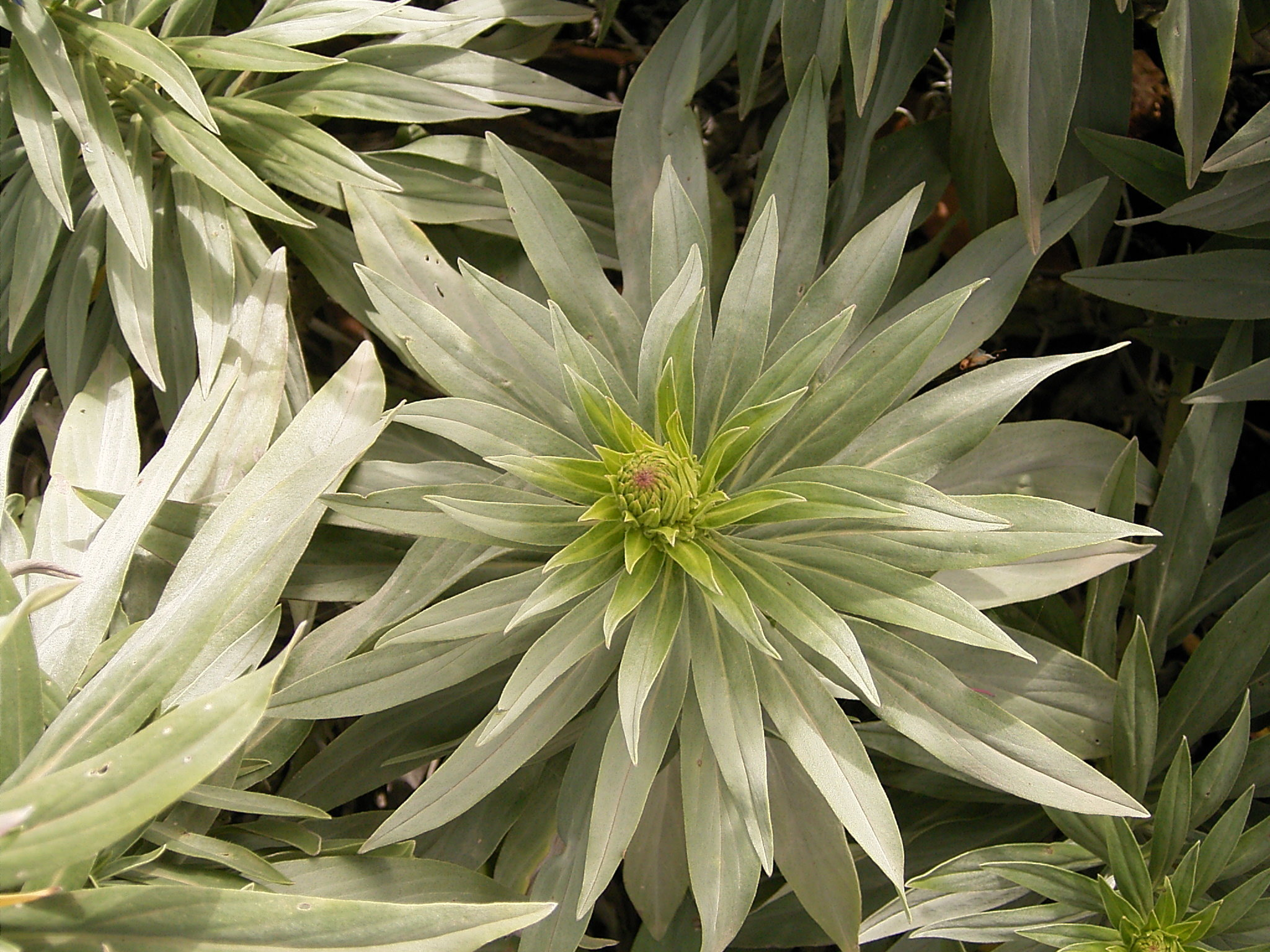
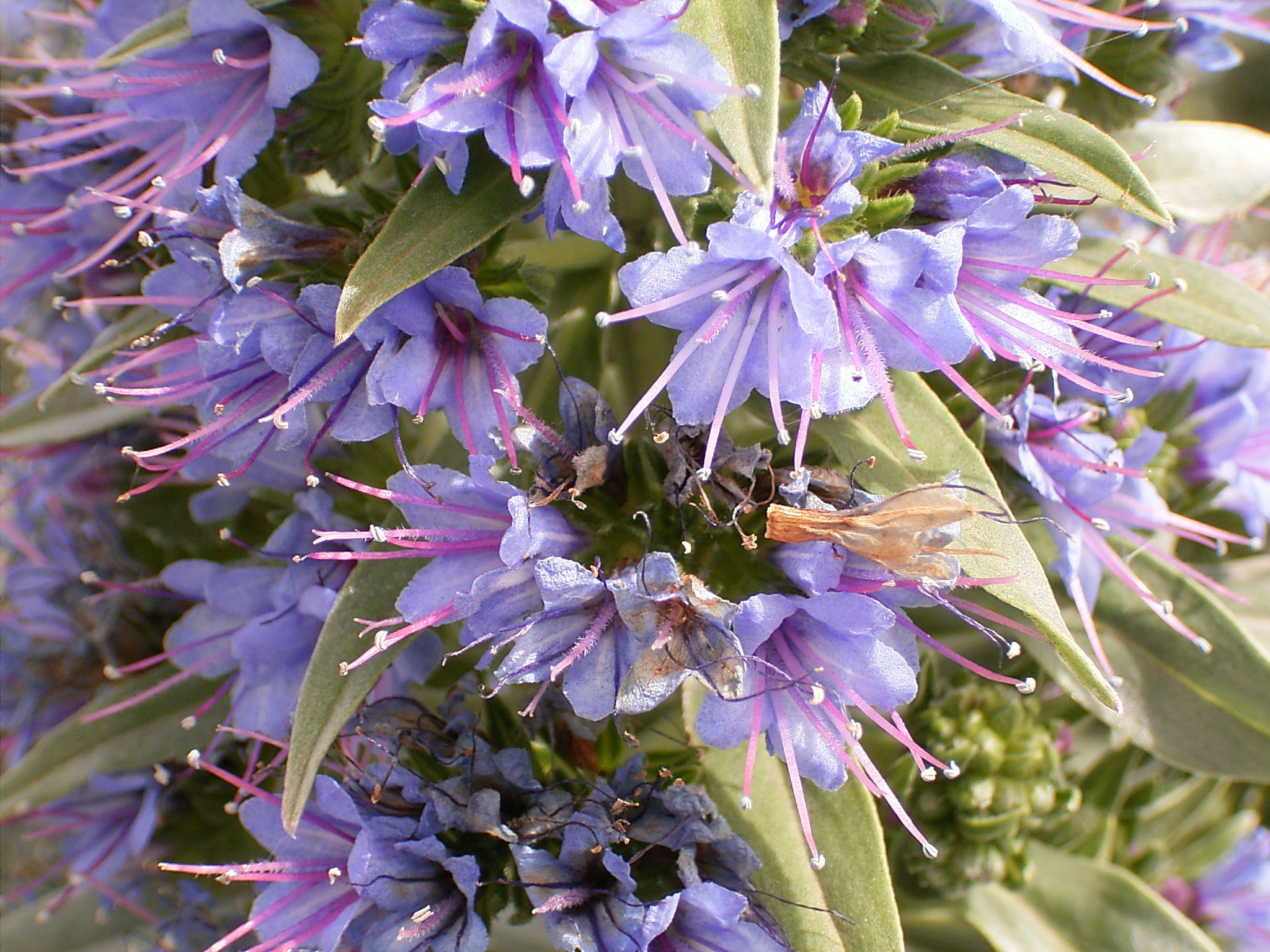
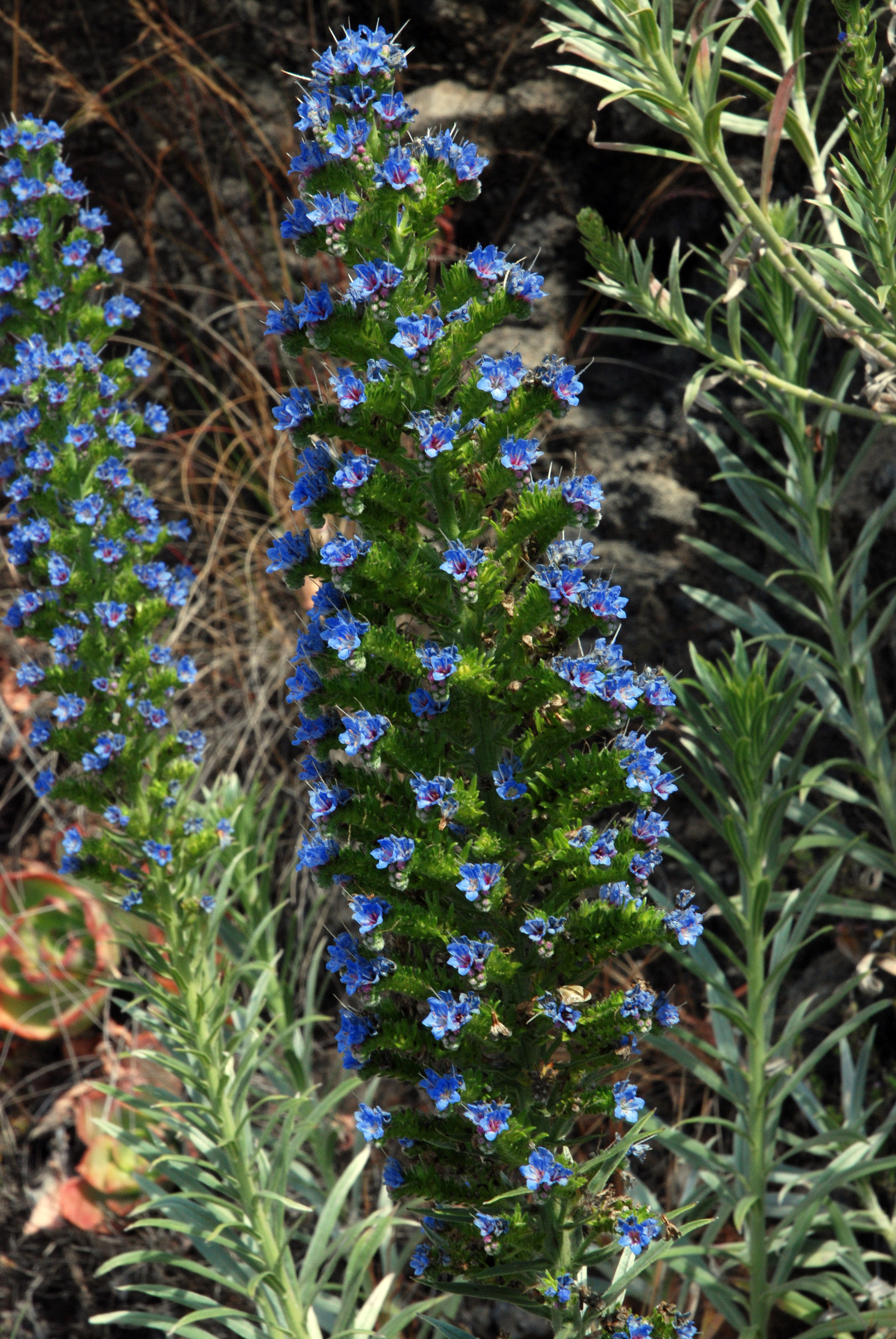
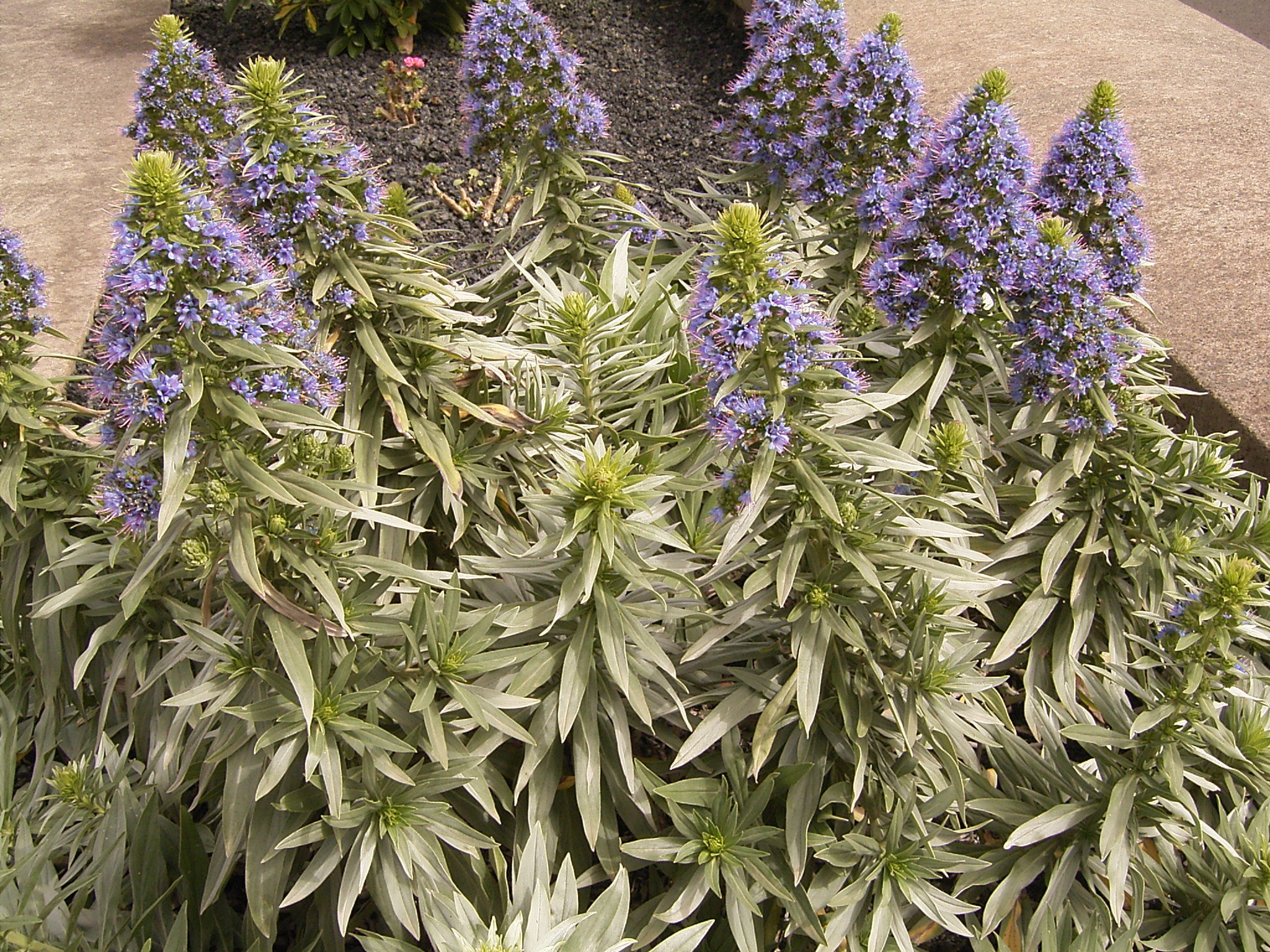
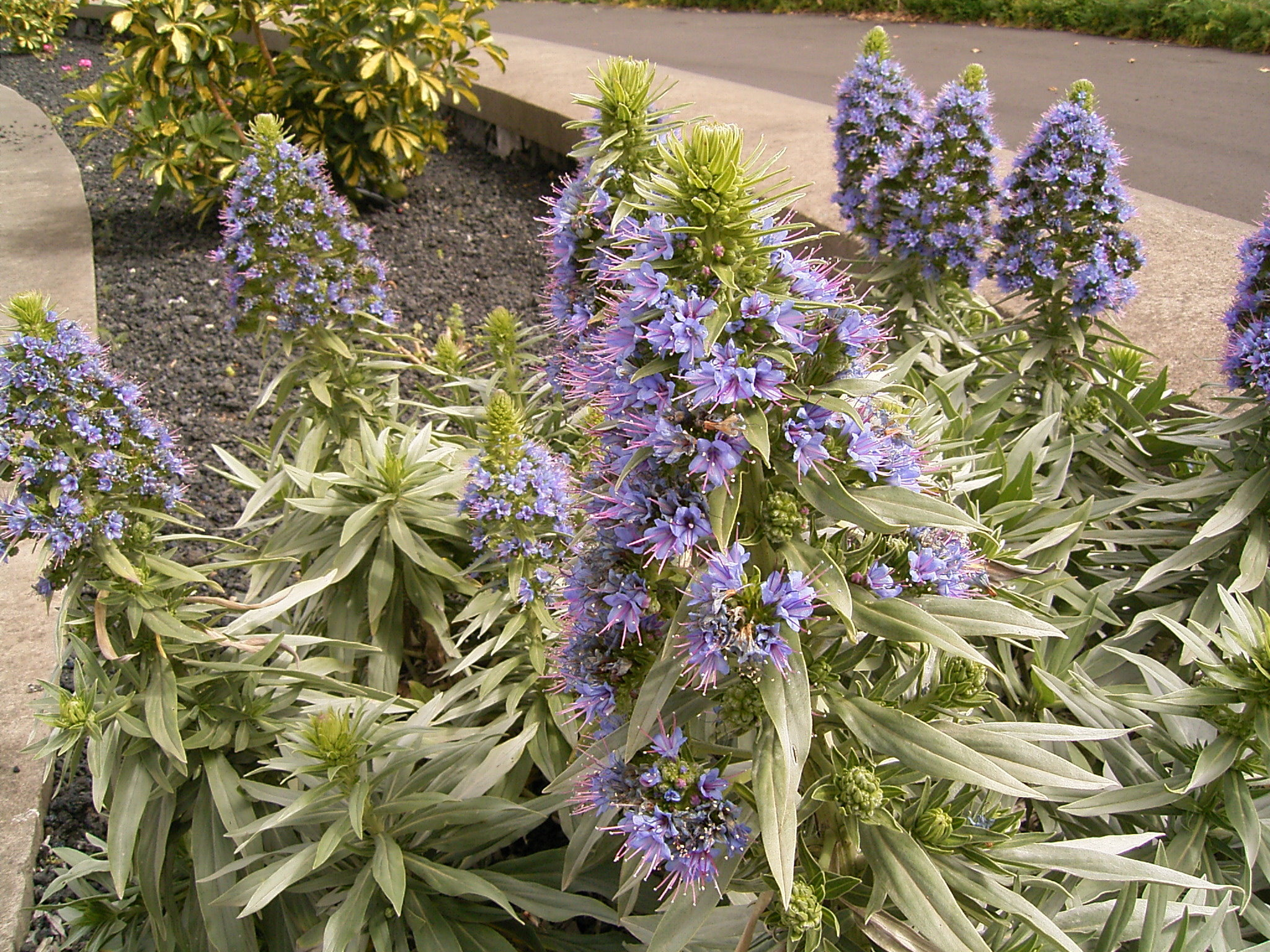
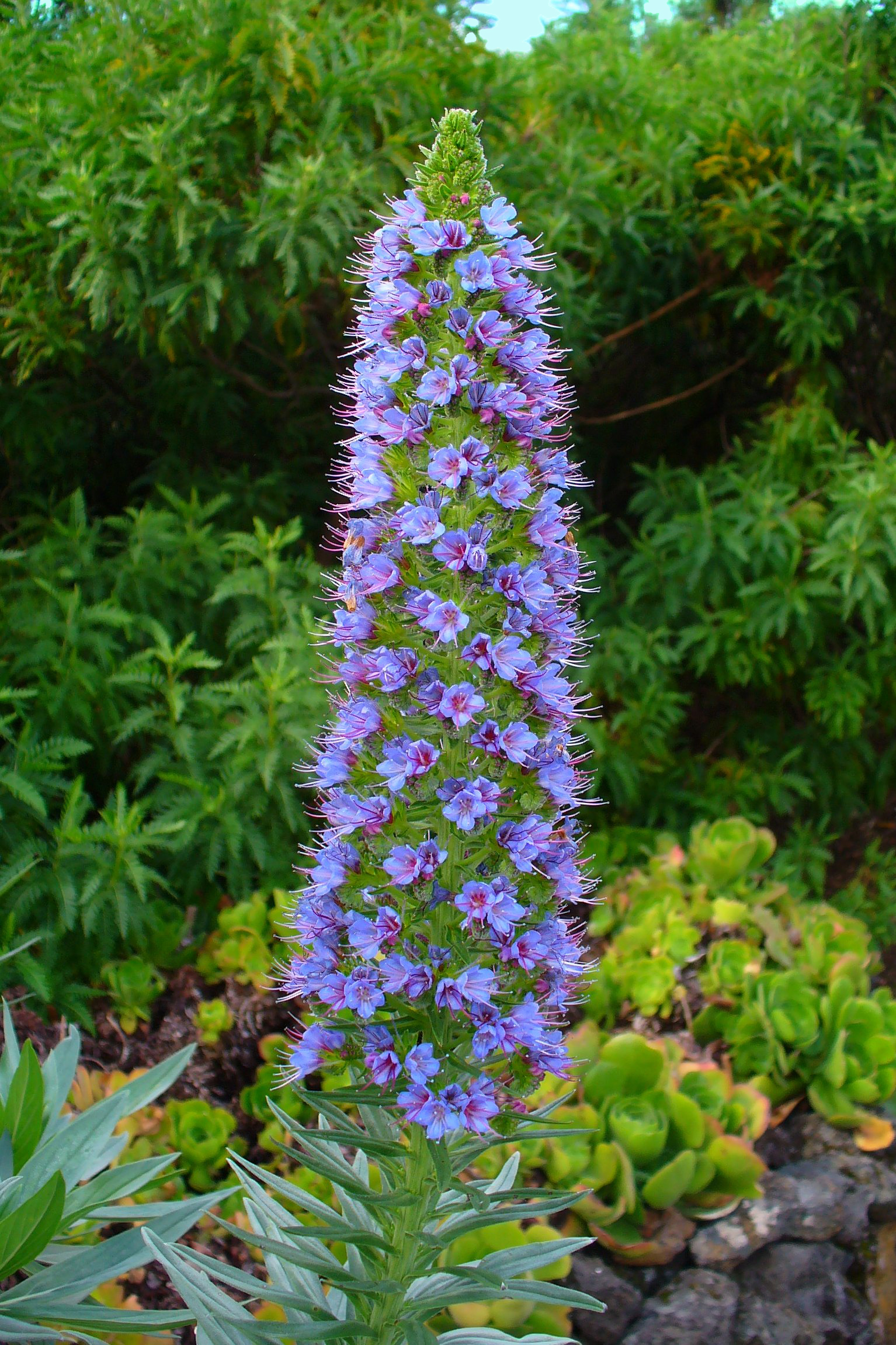